# Beaconsfield (circonscription du Parlement britannique)
Pour les articles homonymes, voir Beaconsfield (homonymie).
Circonscription parlementaire de la Chambre des communes
La circonscription de Beaconsfield est une circonscription parlementaire britannique située dans le Buckinghamshire, et représentée à la Chambre des communes du Parlement britannique depuis 2019 par Joy Morrissey du Parti conservateur.

## Members of Parliament
| Élection                | Élection       | Membre         | Membre      | Parti        |
| ----------------------- | -------------- | -------------- | ----------- | ------------ |
|                         | Février 1974   | Ronald Bell    |             | Conservateur |
| Élection partielle 1982 | Tim Smith      |                |             | Conservateur |
| 1997                    | Dominic Grieve |                |             | Conservateur |
|                         | Dominic Grieve | Septembre 2019 | Indépendant |              |
|                         | 2019           | Joy Morrissey  |             | Conservateur |

## Élections

### Élections dans les années 2010
| Parti              | Parti                | Candidat             | Voix   | %     | ±    |
| ------------------ | -------------------- | -------------------- | ------ | ----- | ---- |
|                    | Conservateur         | Joy Morrissey        | 32,477 | 56,1  | 9.1  |
|                    | Indépendant          | Dominic Grieve       | 16,765 | 29,0  | N/A  |
|                    | Travailliste         | Alexa Collins        | 5,756  | 9,9   | 11.5 |
|                    | Green                | Zoe Hatch            | 2,033  | 3,5   | 1.0  |
|                    | Indépendant          | Adam Cleary          | 837    | 1,4   | N/A  |
| Majorité           | Majorité             | Majorité             | 15,712 | 27,1  | 16.8 |
| Participation      | Participation        | Participation        | 57,868 | 74,5  | 2.2  |
| Registre électeurs | Registre électeurs   | Registre électeurs   | 77,720 |       |      |
|                    | Conservateur retenir | Conservateur retenir | Swing  | -19.1 |      |

| Parti         | Parti                | Candidat             | Voix   | %    | ±    |
| ------------- | -------------------- | -------------------- | ------ | ---- | ---- |
|               | Conservateur         | Dominic Grieve       | 36,559 | 65,3 | 2.0  |
|               | Travailliste         | James English        | 12,016 | 21,4 | 10.0 |
|               | Libéral Démocrate    | Peter Chapman        | 4,448  | 7,9  | 0.6  |
|               | UKIP                 | John Conway          | 1,609  | 2,9  | 10.9 |
|               | Green                | Russell Secker       | 1,396  | 2,5  | 1.7  |
| Majorité      | Majorité             | Majorité             | 24,543 | 43,9 | 5.6  |
| Participation | Participation        | Participation        | 56,028 | 72,3 | 1.2  |
|               | Conservateur retenir | Conservateur retenir | Swing  | 4.0  |      |

| Parti         | Parti                | Candidat             | Voix   | %    | ±    |
| ------------- | -------------------- | -------------------- | ------ | ---- | ---- |
|               | Conservateur         | Dominic Grieve       | 33,621 | 63,2 | 2.2  |
|               | UKIP                 | Tim Scott            | 7,310  | 13,8 | 8.8  |
|               | Travailliste         | Tony Clements        | 6,074  | 11,4 | 0.3  |
|               | Libéral Démocrate    | Peter Chapman        | 3,927  | 7,4  | 12.2 |
|               | Green                | Dave Hampton         | 2,231  | 4,2  | 2.7  |
| Majorité      | Majorité             | Majorité             | 26,311 | 49,5 | 8.0  |
| Participation | Participation        | Participation        | 53,163 | 71,1 | 1.1  |
|               | Conservateur retenir | Conservateur retenir | Swing  | 3.3  |      |

| Parti         | Parti                           | Candidat             | Voix   | %    | ±    |
| ------------- | ------------------------------- | -------------------- | ------ | ---- | ---- |
|               | Conservateur                    | Dominic Grieve       | 32,053 | 61,1 | +7.0 |
|               | Libéral Démocrate               | John Edwards         | 10,271 | 19,6 | −2.4 |
|               | Travailliste                    | Jeremy Miles         | 6,135  | 11,7 | −7.8 |
|               | UKIP                            | Delphine Gray-Fisk   | 2,597  | 4,9  | +0.1 |
|               | Green                           | Jem Bailey           | 768    | 1,5  | N/A  |
|               | A Vote Against MP Expense Abuse | Andrew Cowen         | 475    | 0,9  | N/A  |
|               | Indépendant                     | Quentin Baron        | 191    | 0,4  | N/A  |
| Majorité      | Majorité                        | Majorité             | 21,782 | 41,5 | +6.5 |
| Participation | Participation                   | Participation        | 52,490 | 70,0 | +6.8 |
|               | Conservateur retenir            | Conservateur retenir | Swing  | +4.7 |      |

### Élections dans les années 2000
| Parti         | Parti                | Candidat             | Voix   | %    | ±    |
| ------------- | -------------------- | -------------------- | ------ | ---- | ---- |
|               | Conservateur         | Dominic Grieve       | 24,126 | 55,4 | +2.6 |
|               | Libéral Démocrate    | Peter Chapman        | 8,873  | 20,4 | −1.2 |
|               | Travailliste         | Alex Sobel           | 8,422  | 19,4 | −2.4 |
|               | UKIP                 | John Fagan           | 2,102  | 4,8  | +0.9 |
| Majorité      | Majorité             | Majorité             | 15,253 | 35,0 | +4.0 |
| Participation | Participation        | Participation        | 43,523 | 63,9 | +3.1 |
|               | Conservateur retenir | Conservateur retenir | Swing  | +1.9 |      |

| Parti         | Parti                | Candidat             | Voix   | %     | ±     |
| ------------- | -------------------- | -------------------- | ------ | ----- | ----- |
|               | Conservateur         | Dominic Grieve       | 22,233 | 52,8  | +3.5  |
|               | Travailliste         | Stephen Lathrope     | 9,168  | 21,8  | +1.7  |
|               | Libéral Démocrate    | Stephen Lloyd        | 9,117  | 21,6  | +0.3  |
|               | UKIP                 | Andrew Moffatt       | 1,626  | 3,9   | +3.0  |
| Majorité      | Majorité             | Majorité             | 13,065 | 31,0  | +3.1  |
| Participation | Participation        | Participation        | 42,144 | 60,8  | −12.0 |
|               | Conservateur retenir | Conservateur retenir | Swing  | +0.91 |       |

### Élections dans les années 1990
| Parti         | Parti                    | Candidat             | Voix   | %    | ±     |
| ------------- | ------------------------ | -------------------- | ------ | ---- | ----- |
|               | Conservateur             | Dominic Grieve       | 24,709 | 49,2 | −14.8 |
|               | Libéral Démocrate        | Peter Mapp           | 10,722 | 21,4 | +2.1  |
|               | Travailliste             | Alastair Hudson      | 10,063 | 20,0 | +6.5  |
|               | Référendum               | Humphrey Lloyd       | 2,197  | 4,4  | N/A   |
|               | Conservateur indépendant | Christopher Story    | 1,434  | 2,9  | N/A   |
|               | UKIP                     | Christopher Cooke    | 451    | 0,9  | N/A   |
|               | ProLife Alliance         | Gillian Duval        | 286    | 0,6  | N/A   |
|               | Natural Law              | Tom Dyball           | 193    | 0,4  | +0.0  |
|               | Indépendant              | Robert Matthews      | 146    | 0,3  | N/A   |
| Majorité      | Majorité                 | Majorité             | 13,987 | 27,9 | −16.7 |
| Participation | Participation            | Participation        | 50,201 | 72,8 | −6.2  |
|               | Conservateur retenir     | Conservateur retenir | Swing  | −8.2 |       |

| Parti         | Parti                    | Candidat             | Voix   | %    | ±    |
| ------------- | ------------------------ | -------------------- | ------ | ---- | ---- |
|               | Conservateur             | Tim Smith            | 33,817 | 64,0 | −2.0 |
|               | Libéral Démocrate        | Anne Purse           | 10,220 | 19,3 | −4.4 |
|               | Travailliste             | Graham Smith         | 7,163  | 13,5 | +3.2 |
|               | Conservateur indépendant | William Foulds       | 1,317  | 2,5  | +2.5 |
|               | Natural Law              | Andrew Foss          | 196    | 0,4  | N/A  |
|               | Indépendant              | Joan Martin          | 166    | 0,3  | +0.3 |
| Majorité      | Majorité                 | Majorité             | 23,597 | 44,6 | +2.4 |
| Participation | Participation            | Participation        | 52,879 | 79,0 | +4.4 |
|               | Conservateur retenir     | Conservateur retenir | Swing  | +1.2 |      |

### Élections dans les années 1980
| Parti         | Parti                | Candidat             | Voix   | %    | ±     |
| ------------- | -------------------- | -------------------- | ------ | ---- | ----- |
|               | Conservateur         | Tim Smith            | 33,324 | 66,0 | +2.2  |
|               | Liberal              | David Ive            | 11,985 | 23,7 | −1.8  |
|               | Travailliste         | Kenneth Harper       | 5,203  | 10,3 | −0.36 |
| Majorité      | Majorité             | Majorité             | 21,339 | 42,3 | +4.0  |
| Participation | Participation        | Participation        | 50,512 | 74,6 |       |
|               | Conservateur retenir | Conservateur retenir | Swing  | +2.0 |       |

| Parti         | Parti                | Candidat             | Voix   | %    | ±   |
| ------------- | -------------------- | -------------------- | ------ | ---- | --- |
|               | Conservateur         | Tim Smith            | 30,552 | 63,8 | '   |
|               | Liberal              | David Ive            | 12,252 | 25,6 |     |
|               | Travailliste         | Sherwin Smith        | 5,107  | 10,7 |     |
| Majorité      | Majorité             | Majorité             | 18,300 | 38,2 | N/A |
| Participation | Participation        | Participation        | 47,911 | 72,4 | N/A |
|               | Conservateur retenir | Conservateur retenir | Swing  |      |     |

| Parti         | Parti                                          | Candidat             | Voix   | %    | ±    |
| ------------- | ---------------------------------------------- | -------------------- | ------ | ---- | ---- |
|               | Conservateur                                   | Tim Smith            | 23,049 | 61,8 | +0.1 |
|               | Liberal                                        | Paul Tyler           | 9,996  | 26,8 | +8.7 |
|               | Travailliste                                   | Tony Blair           | 3,886  | 10,4 | −9.8 |
|               | New Britain                                    | Michael Byrne        | 225    | 0,6  | N/A  |
|               | Democratic Monarchist                          | Bill Boaks           | 99     | 0,3  | N/A  |
|               | Benn in Ten Unless Proportional Representation | Thomas Keen          | 51     | 0,1  | N/A  |
| Majorité      | Majorité                                       | Majorité             | 13,053 | 35,0 | −8.2 |
| Participation | Participation                                  | Participation        | 37,306 |      |      |
|               | Conservateur retenir                           | Conservateur retenir | Swing  |      |      |

### Élections dans les années 1970
| Parti         | Parti                | Candidat             | Voix   | %    | ±     |
| ------------- | -------------------- | -------------------- | ------ | ---- | ----- |
|               | Conservateur         | Ronald Bell          | 31,938 | 61,7 | +13.4 |
|               | Travailliste         | Edwin Lloyd Glasson  | 10,443 | 20,2 | −5.2  |
|               | Liberal              | Percy Walter Meyer   | 8,853  | 17,1 | −9.1  |
|               | National Front       | John Noyes           | 548    | 1,1  | N/A   |
| Majorité      | Majorité             | Majorité             | 21,495 | 41,5 | +19.4 |
| Participation | Participation        | Participation        | 51,782 | 76,2 | +6.0  |
|               | Conservateur retenir | Conservateur retenir | Swing  |      |       |

| Parti         | Parti                | Candidat                 | Voix   | %    | ±    |
| ------------- | -------------------- | ------------------------ | ------ | ---- | ---- |
|               | Conservateur         | Ronald Bell              | 23,234 | 48,3 | −1.5 |
|               | Liberal              | William Harold Eastwell  | 12,606 | 26,2 | −2.0 |
|               | Travailliste         | Marigold Egerton Johnson | 12,253 | 25,5 | +3.2 |
| Majorité      | Majorité             | Majorité                 | 10,628 | 22,1 | +0.7 |
| Participation | Participation        | Participation            | 48,093 | 70,2 | −7.1 |
|               | Conservateur retenir | Conservateur retenir     | Swing  | +0.3 |      |

| Parti         | Parti                                  | Candidat                | Voix   | %    | ±   |
| ------------- | -------------------------------------- | ----------------------- | ------ | ---- | --- |
|               | Conservateur                           | Ronald Bell             | 26,040 | 49,6 | N/A |
|               | Liberal                                | William Harold Eastwell | 14,792 | 28,2 | N/A |
|               | Travailliste                           | Peter Martyn Jones      | 11,691 | 22,3 | N/A |
| Majorité      | Majorité                               | Majorité                | 11,248 | 21,4 | N/A |
| Participation | Participation                          | Participation           | 52,523 | 77,3 | N/A |
|               | Conservateur vainqueur (nouveau siège) |                         |        |      |     |